# 若林優佳
若林優佳（わかばやし ゆうか、1987年2月25日 - ）は、徳島県出身の日本の女優。ドリームビジョン所属。身長163cm。血液型はO型。

## 出演

### 映画
- 殴者 NAGURIMONO（2005年）
- 小春小町（2005年）

### テレビドラマ
- 天国への応援歌 チアーズ〜チアリーディングにかけた青春〜（2004年4月3日、日本テレビ）

### CM
- 松下電工「JOBA」
- マクドナルド

### 雑誌
- SEVENTEEN
- Mina
- BOMB
- MORE
- non-no
- 週刊プレイボーイ